# Robin Lehner
Robin Linus Lehner, född 24 juli 1991 i Tynnereds församling i Göteborg, är en svensk professionell ishockeymålvakt som spelar för Vegas Golden Knights i NHL.
Han har tidigare spelat på NHL-nivå för Buffalo Sabres, Ottawa Senators, New York Islanders och Chicago Blackhawks samt på lägre nivåer för Rochester Americans och Binghamton Senators i AHL, Sault Ste. Marie Greyhounds i OHL och Frölunda HC J20 i J20 Superelit.
Lehner valdes som 46:e spelaren totalt i andra rundan i NHL Entry Draft 2009 av Senators.

## Uppväxt
Lehner växte upp i Mölndal som son till Michael och Veronica Lehner. Han började spela ishockey först vid tio års ålder efter att tidigare spelat fotboll. Han började spela ishockey i Mölndal IF, och efter sju år ansågs han vara en av Sveriges största målvaktslöften i sin årskull. Robin skulle enligt egen utsago aldrig blivit en professionell ishockeyspelare utan sin fars hårda elitsatsning.
Nästan omgående när Robin började som målvakt inköpte hans pappa Michael en puckmaskin och gjorde om familjens gräsmatta i Mölndal till en stor betongplatta, avsedd för träning. Robins pappas hårda satsning ansågs av många vara riktigt brutal och nära till "barnmisshandel", och en gång när Robin var tolv år, gick det så långt att en av deras grannar kontaktade organisationen BRIS (Barnens rätt i samhället). Michael Lehner var förutom Robins målvaktstränare även hjälptränare för Henrik Lundqvist, och har haft ett stort inflytande i de båda målvakternas spelstilar. Han är för närvarande tränare i SH 84.

## Spelarkarriär
Lehner började spela juniorhockey i Frölunda HC organisation. Efter NHL-draften sommaren 2009 flyttade han till Kanada för att spela med Sault Ste. Marie Greyhounds i Ontario Hockey League (OHL).

### NHL

#### Ottawa Senators
Den 29 mars 2010 tecknade Lehner ett treårigt avtal med Ottawa Senators. Efter en framgångsrik säsong med Sault Ste. Marie Greyhounds 2009-10 fick han chansen till spel för Binghamton Senators i American Hockey League (AHL). Lehner gjorde sin AHL-debut den 15 oktober 2010. Nästa dag blev Lehner kontaktad av Ottawa Senators sedan lagets målvakt Pascal Leclaire drabbats av en ljumskskada. Han gjorde sin NHL-debut i fyra minuter i tredje perioden i en match mot Montreal Canadiens och blev i och med detta den yngsta svenska målvakten att göra NHL-debut genom tiderna, i en ålder av 19 år, två månader och 24 dagar.
7 juni 2011 vann Robin Lehner och Binghamton Senators den sjätte matchen i finalserien av Calder Cup mot Houston Aeros med 3-2. Därmed vann Binghamton Senators 2011 års Calder Cup (4-2 i matcher) och samtidigt valdes 19-årige Robin Lehner till slutspelets mest värdefulle spelare efter totalt 19 framträdanden vilka resulterade i 14 vinster, 600 räddningar och tre hållna nollor.

#### Buffalo Sabres
Den 26 juni 2015 trejdades Lehner tillsammans med David Legwand till Buffalo Sabres i utbyte mot ett draftval i första rundan.

#### New York Islanders
Han skrev som free agent på ett ettårskontrakt värt 1,5 miljoner dollar med New York Islanders den 3 juli 2018.

## Landslagskarriär
Lehner representerade Sverige vid U18-VM i Fargo, North Dakota och Moorhead, Minnesota, USA, där Sverige hamnade på en femte plats.

## Priser och utmärkelser
Lehner vann Bill Masterton Memorial Trophy på NHL-galan 2019 och William M. Jennings Trophy för säsongen 2018–19 tillsammans med Thomas Greiss i New York Islanders.

## Ekonomiska problem
Robin Lehner har försatts i personlig konkurs i Sverige. Svea Hovrätt har i januari 2023 fastställt tingsrättens konkursbeslut gällande ett borgensåtagande på fem miljoner kronor som Lehner vägrat uppfylla.  